# Соболевая
Соболевая — деревня в Спасском районе Рязанской области. Входит в Кирицкое сельское поселение.

## География
Находится в центральной части Рязанской области на расстоянии приблизительно 7 км на юг-юго-восток по прямой от районного центра города Спасск-Рязанский в правобережной части района.

## История
Отмечена еще на карте 1840 года. На карте 1850 года показана как поселение с 21 двором. В 1859 году здесь (тогда деревня Спасского уезда Рязанской губернии) было учтено 35 дворов, в 1897 — 49.

## Население
Численность населения: 310 человек (1859 год), 361 (1897), 88 в 2002 году (русские 99 %), 60 в 2010.